# Hrabstwo Galveston

Piramida wieku hrabstwa

Hrabstwo Galveston – hrabstwo położone w USA w stanie Teksas utworzone w 1838 r. Siedzibą hrabstwa jest miasto Galveston.
Według spisu powszechnego z 2010 roku obszar hrabstwa zamieszkuje 291 309 osób, co oznacza wzrost o 16,5% w porównaniu do spisu z 2000 roku.
Jest domem dla parku stanowego wyspy Galveston.

## Miejscowości na terenie Galveston County

### Miasta
| - Bayou Vista - Clear Lake Shores - Dickinson - Friendswood | - Galveston - Hitchcock - Jamaica Beach - Kemah | - La Marque - League City - Santa Fe - Texas City |

### Wieś
- Tiki Island

### CDP
- Bacliff
- Bolivar Peninsula
- San Leon